# 天主教任马兰教区
天主教任马兰教区 （拉丁語：Dioecesis Libmanana）是菲律賓一個羅馬天主教教區，屬卡塞雷斯總教區。轄區包括南甘馬粦省。
2006年有教友387,108人、22個堂區、32名司鐸。
1989年12月9日設自治監督區。2009年3月29日升為教區。自治監督小若瑟·羅哈斯成為教區主教。 